# Cow (film, 2021)
Pour les articles homonymes, voir Cow.
Pour plus de détails, voir Fiche technique et Distribution.
Cow est un film britannique réalisé par Andrea Arnold, sorti en 2021.

## Synopsis
Le quotidien d'une vache laitière.

## Fiche technique
- Titre : Cow
- Réalisation : Andrea Arnold
- Photographie : Magda Kowalczyk
- Montage : Nicolas Chaudeurge, Rebecca Lloyd et Jacob Secher Schulsinger
- Production : Kat Mansoor
- Société de production : BBC Films, Doc Society et Halcyon Pictures
- Société de distribution : Ad Vitam Production (France)
- Pays :  Royaume-Uni
- Genre : Documentaire
- Durée : 94 minutes
- Dates de sortie : 
  -  France : 24 août 2021 (Festival de Cannes), 30 novembre 2022
  -  Royaume-Uni : 14 janvier 2022

## Accueil

### Accueil critique
En France, le site Allociné propose une moyenne de 3,7⁄5, à partir de l'interprétation de 14 critiques de presse.

## Distinctions
Le film a été nommé au British Academy Film Award du meilleur film documentaire.